# Nobuaki Nakanishi
Nobuaki Nakanishi (中西 伸彰 Nakanishi Nobuaki?) es un director japonés de anime.

## Filmografía
- Ai no Wakakusa Monogatari 2: director
- Bomberman Bidaman Bakugaiden: director de la serie
- Cardcaptor Sakura: guion gráfico y director de episodio
- Duel Masters: director de unidad
- Kaikan Phrase: storyboard y director de episodio
- Kashimashi: Girl Meets Girl: director, storyboard y director de episodio
- Mahoujin Guru Guru o Los caballeros de Kodai:  storyboard
- Sumomomo Momomo: director
- The Bush Baby: storyboard y director de episodio
- The Daichis - Earth Defence Family: director de episodio